# کاکاپو (وبگاه)
کاکاپو یک وب‌گاه امنیتی است که سیستم امنیتی کاکاپو را معرفی می‌کند. سیستم امنیتی کاکاپو، یک پلاگین است که از وب‌گاه‌ها در مقابل نفوذگرها محافظت می‌نماید.

## تاریخچه
کاکاپو در آگوست ۲۰۰۸ به صورت آزمایشی راه‌اندازی شد.
در ۲۰ آگوست ۲۰۰۸ نسخه ۰٫۲ سایت راه‌اندازی شد در این نسخهٔ کاکاپو امکانات جدیدی اضافه شده بود که افزایش امنیت و بهبود نمایش سایت در مرورگر‌های اینترنتی از جمله پیشرفت‌های کاکاپو بوده است.
مدتی بعد نسخه ۰.۳ سایت راه‌اندازی شد که تنها در زمینه پلاگین امنیتی تغییراتی حاصل شد.
در تاریخ ۱۸ جولای ۲۰۰۹، کاکاپو از حالت آزمایشی خارج شد و نسخه ۱،۰ آن منتشر شد. نسخه کنونی کاکاپو ۱،۲ است.
این پروژه در حال حاضر به طور کلی متوقف شده‌است و دیگر نسخه‌ی جدیدی منتشر نمی‌شود.

## پلاگین کاکاپو
وب‌گاه کاکاپو نوعی پلاگین در اختیار کاربران خود قرار می‌دهد که با نصب پلاگین، ضریب امنیتی وب‌گاه آن‌ها بالا می‌رود. کاکاپو برنامهٔ تحت وب ِ ضد هک است. این پلاگین روی سیستم‌های مدیریت محتوای سایت‌ها مثل وردپرس و مووبل تایپ قابل نصب و اجرا است.

## عملکرد
بازدیدکنندگان سایت می‌توانند از سیستم امنیتی کاکاپو در وب‌گاه خود استفاده کنند. کاربران با استفاده از این سیستم که به صورت پلاگین طراحی شده، ضریب امنیتی سایت خود را تغییر می‌دهند.

## توقف پروژه
در ۳ سپتامبر ۲۰۱۰، تیم توسعه‌دهندگان کاکاپو در بلاگ رسمی خود اعلام کرد که پروژه‌ی کاکاپو متوقف شده‌است و دیگر ادامه نخواهد یافت.

## منبع
- درباره وب‌گاه کاکاپو
- کاکاپو؛ جهان پیما[پیوند مرده]
- اخبار مربوط به وب‌گاه کاکاپو از شبکه دوم بایگانی‌شده  در ۴ مه ۲۰۱۳ توسط Wayback Machine صدا و سیمای ایران؛ اخبار ۲۰:۳۰؛ بخش فناوری اطلاعات؛ پنجشنبه ۲۵ مهرماه ۱۳۸۷.
- انتشار نسخه 1.0 سیستم امنیتی کاکاپو
- Kakapo in Google Code